# 1895
Theo lịch Gregory, năm 1895 (số La Mã: MDCCCXCV) là năm bắt đầu từ ngày thứ Ba.

## Sự kiện

### Tháng 1
- 20 tháng 1: Quân Nhật tấn công Uy Hải.

### Tháng 2
- 2 tháng 2: Quân Nhật đánh chiếm Uy Hải.
- 13 tháng 2: Lý Hồng Chương được bổ nhiệm làm đại thần nghị hòa với Nhật Bản.

### Tháng 3
- 26 tháng 3: Nhật Bản phái quân đội chiếm đóng Đài Loan và quần đảo Bành Hồ.

### Tháng 4
- 17 tháng 4: Chiến tranh Giáp Ngọ kết thúc.

### Tháng 5
- 25 tháng 5: Thành lập Đài Loan dân chủ quốc, Đường Cảnh Tùng làm tổng thống.
- 29 tháng 5: Nhật Bản tấn công Đài Loan.

### Tháng 6
- 3 tháng 6: Quân Nhật đánh chiếm cảng Cơ Long.
- 6 tháng 6: Đường Cảnh Tùng trốn sang Hạ Môn.

### Tháng 9
- 16 tháng 9: Nhật Bản thành lập tổng bộ Nam tiến tại Đài Loan.
- Menelik II tập hợp 200.000 quân chống lại Ý[1]

### Tháng 10
- 11 tháng 10: Tại Gia Nghĩa, xảy ra khởi nghĩa kháng Nhật.
- 26 tháng 10: Khởi nghĩa Quãng Châu lần thứ nhất thất bại.

### Tháng 12
- 28 tháng 12:

- Anh em Lumière chiếu phim công cộng lần đầu tiên trong Paris.
- Nhà hóa học Thụy Sĩ Amé Pictet tổng hợp chất Nicotine.

## Sinh
- 1 tháng 1: J. Edgar Hoover, người thành lập, giám đốc của FBI (mất 1972)
- 7 tháng 1: Clara Haskil, nghệ sĩ dương cầm Romania (mất 1960)
- 7 tháng 1: Melchior Vischer, nhà văn Đức (mất 1975)
- 8 tháng 1: Béla Zsolt, nhà văn Hungary, nhà báo (mất 1949)
- 10 tháng 1: Rudolf Kohl, chính trị gia Đức (mất 1964)
- 13 tháng 1: Abraham Binder, nhà soạn nhạc Mỹ (mất 1966)
- 15 tháng 1: Artturi Ilmari Virtanen, nhà hóa sinh Phần Lan, nhận Giải thưởng Nobel (mất 1973)
- 18 tháng 1: Johannes Mattfeld, nhà thực vật học Đức (mất 1951)
- 21 tháng 1: Hans Carl Nipperdey, luật gia Đức (mất 1968)
- 24 tháng 1: Albin Zollinger, nhà văn Thụy Sĩ (mất 1936)
- 25 tháng 1: Paolo Marella, Hồng y Giáo chủ Ý (mất 1984)
- 27 tháng 1: Harry Ruby, tác giả kịch bản Mỹ, nhà soạn nhạc (mất 1974)
- 1 tháng 2: John Ford, đạo diễn phim Mỹ (mất 1973)
- 6 tháng 2: Franz Radziwill, họa sĩ Đức (mất 1983)
- 8 tháng 2: Fritz Lattke, họa sĩ Đức (mất 1980)
- 14 tháng 2: Max Horkheimer, triết gia Đức, nhà xã hội học (mất 1973)
- 14 tháng 2: Wilhelm Burgdorf, nhà quân sự Đức (mất 1945)
- 18 tháng 2: Gustav von Wangenheim, diễn viên Đức, đạo diễn phim (mất 1975)
- 19 tháng 2: Louis Calhern, diễn viên Mỹ (mất 1956)
- 21 tháng 2: Erich Knauf, nhà báo Đức, nhà văn (mất 1944)
- 21 tháng 2: Henrik Dam, nhà hóa sinh Đan Mạch, nhận Giải thưởng Nobel (mất 1976)
- 22 tháng 2: Víctor Raúl Haya de la Torre, chính trị gia Peru (mất 1979)
- 3 tháng 3: Matthew Ridgway, tướng Mỹ (mất 1993)
- 3 tháng 3: Ragnar Anton Kittil Frisch, nhà kinh tế học Na Uy (mất 1973)
- 3 tháng 3: Luigi Cevenini, cầu thủ bóng đá Ý (mất 1968)
- 5 tháng 3: Fritz Usinger, nhà văn Đức (mất 1982)
- 7 tháng 3: Juan José Castro, nhà soạn nhạc Argentina (mất 1968)
- 7 tháng 3: Hugo Tetrode, nhà khoa học gia tự nhiên Hà Lan (mất 1931)
- 9 tháng 3: Adolf Scheibe, kĩ sư Đức, nhà phát minh (mất 1958)
- 10 tháng 3: Fritz Koelle, nhà điêu khắc Đức (mất 1953)
- 13 tháng 3: Vardis Fisher, nhà văn Mỹ (mất 1968)
- 15 tháng 3: Albert Finck, chính trị gia Đức (mất 1956)
- 18 tháng 3: Walter Rheiner, thi sĩ Đức, nhà văn (mất 1925)
- 18 tháng 3: Wilhelm Rexrodt, chính trị gia Đức (mất 1969)
- 19 tháng 3: Ion Barbu, nhà văn Romania, nhà toán học (mất 1961)
- 23 tháng 3: Edna Mayo, nữ diễn viên Mỹ (mất 1970)
- 29 tháng 3: Ernst Jünger, nhà văn Đức, nhà xuất bản (mất 1998)
- 30 tháng 3: Jean Giono, nhà văn Pháp (mất 1970)
- 31 tháng 3: Otto Griebel, họa sĩ Đức (mất 1972)
- 3 tháng 4: Mario Castelnuovo-Tedesco, nhà soạn nhạc Ý (mất 1968)
- 3 tháng 4: Arthur Fadden, chính trị gia, thủ tướng von Úc (mất 1973)
- 3 tháng 4: Luigi Traglia, Ý Hồng y Giáo chủ (mất 1977)
- 6 tháng 4: Dudley Nichols, tác giả kịch bản Mỹ (mất 1960)
- 9 tháng 4: Michel Simon, diễn viên Pháp (mất 1975)
- 9 tháng 4: Rudolf Kattnigg, nhà soạn nhạc Áo, nghệ sĩ dương cầm, người điều khiển dàn nhạc (mất 1955)
- 12 tháng 4: Giovanni Panico, Hồng y Giáo chủ Ý (mất 1962)
- 19 tháng 4: Anton Pieck, họa sĩ Hà Lan, nghệ sĩ tạo hình (mất 1987)
- 20 tháng 4: Henry de Montherlant, nhà văn Pháp (mất 1972)
- 23 tháng 4: Ngaio Marsh, nữ nhà văn thể loại hình sự New Zealand (mất 1982)
- 27 tháng 4: Pedro Rebolledo, nhà soạn nhạc Panama (mất 1963)
- 29 tháng 4: Malcolm Sargent, người điều khiển dàn nhạc Anh (mất 1967)
- 1 tháng 5: Leo Sowerby, nhà soạn nhạc Mỹ (mất 1968)
- 2 tháng 5: Wilm Hosenfeld, nhà quân sự Đức (mất 1952)
- 6 tháng 5: Rudolph Valentino, diễn viên Ý (mất 1926)
- 12 tháng 5: Jiddu Krishnamurti, triết gia Ấn Độ (mất 1986)
- 12 tháng 5: William Francis Giauque, nhà hóa học Mỹ (mất 1982)
- 13 tháng 5: Traugott Meyer, thi sĩ Thụy Sĩ, nhà văn (mất 1959)
- 19 tháng 5: Albert Hay Malotte, nhạc sĩ Mỹ, nhà soạn nhạc (mất 1964)
- 21 tháng 5: Nikifor, họa sĩ Ba Lan (mất 1968)
- 23 tháng 5: Cäsar von Arx, nhà soạn kịch Thụy Sĩ (mất 1949)
- 24 tháng 5: Marcel Janco, nghệ nhân Romania, nhà văn (mất 1984)
- 27 tháng 5: Paul Bausch, chính trị gia Đức (mất 1981)
- 28 tháng 5: Yvonne Hubert, nghệ sĩ dương cầm Canada (mất 1988)
- 28 tháng 5: Bronisław Pieracki, chính trị gia Ba Lan, sĩ quan (mất 1934)
- 2 tháng 6: Tibor Radó, nhà toán học Hungary (mất 1965)
- 2 tháng 6: William Guy Carr, sĩ quan Canada, nhà văn (mất 1959)
- 5 tháng 6: George Grant Blaisdell, nhà phát minh Mỹ, kĩ sư (mất 1978)
- 7 tháng 6: Wilhelm Gülich, chính trị gia Đức (mất 1960)
- 8 tháng 6: Séverin Moisse, nghệ sĩ dương cầm Canada, nhà soạn nhạc (mất 1965)
- 10 tháng 6: Hattie McDaniel, nữ diễn viên Mỹ (mất 1952)
- 14 tháng 6: Jack Adams, vận động viên khúc côn cầu trên băng Canada (mất 1968)
- 17 tháng 6: Slavko Osterc, nhà soạn nhạc Slovenia (mất 1941)
- 17 tháng 6: Ruben Rausing, nhà phát minh Thụy Điển, doanh nhân (mất 1983)
- 19 tháng 6: Otto Josef Schlein, bác sĩ Đức (mất 1944)
- 21 tháng 6: Přemysl Pitter, nhà sư phạm Séc, nhà hoạt động nhân đạo (mất 1976)
- 24 tháng 6: Jack Dempsey, võ sĩ quyền Anh Mỹ (mất 1983)
- 27 tháng 6: Eux Stocké, doanh nhân Đức (mất 1992)
- 28 tháng 6: Hans Sutor, cầu thủ bóng đá Đức (mất 1976)
- 28 tháng 6: Kazimierz Sikorski, nhà soạn nhạc Ba Lan (mất 1986)
- 1 tháng 7: Otto von Auwers, nhà vật lý học Đức (mất 1949)
- 5 tháng 7: Gordon Jacob, nhà soạn nhạc Anh, người điều khiển dàn nhạc (mất 1984)
- 10 tháng 7: Carl Orff, nhà soạn nhạc Đức (mất 1982)
- 12 tháng 7: Richard Buckminster Fuller, kiến trúc sư Mỹ, nhà thiết kế, nhà văn (mất 1983)
- 14 tháng 7: Hans Pössenbacher, diễn viên Đức (mất 1979)
- 22 tháng 7: Hans Rosbaud, người điều khiển dàn nhạc Áo (mất 1962)
- 24 tháng 7: Robert Graves, nhà văn Anh, thi sĩ (mất 1985)
- 26 tháng 7: Alfred Wickenburg, họa sĩ Áo, nghệ sĩ tạo hình (mất 1978)
- 27 tháng 7: Paul Wanner, nhà văn Đức (mất 1990)
- 1 tháng 8: Walther Bringolf, chính trị gia Thụy Sĩ (mất 1981)
- 6 tháng 8: Ernesto Lecuona, nhà soạn nhạc Cuba, nhạc sĩ (mất 1963)
- 6 tháng 8: Johann Frers, nhà hóa học Đức (mất 1952)
- 9 tháng 8: Hellmuth Heye, đô đốc Đức, chính trị gia (mất 1970)
- 16 tháng 8: Albert Cohen, nhà văn Thụy Sĩ (mất 1981)
- 16 tháng 8: Liane Haid, nữ diễn viên Áo, nữ ca sĩ (mất 2000)
- 18 tháng 8: Julijans Vaivods, tổng Giám mục Riga, Hồng y Giáo chủ (mất 1990)
- 19 tháng 8: Arnolt Bronnen, nhà văn tiếng Đức (mất 1959)
- 24 tháng 8: Richard James Cushing, tổng Giám mục Boston, Hồng y Giáo chủ (mất 1970)
- 24 tháng 8: Victor Halperin, đạo diễn phim Mỹ (mất 1983)
- 1 tháng 9: Hertha Sponer, nhà nữ vật lý học Đức (mất 1968)
- 2 tháng 9: Monique Saint-Hélier, nhà văn nữ Thụy Sĩ (mất 1955)
- 3 tháng 9: Noah Lewis, nhạc sĩ Mỹ (mất 1961)
- 4 tháng 9: Nigel Bruce, diễn viên Anh (mất 1953)
- 5 tháng 9: Meta Seinemeyer, nữ ca sĩ Đức (mất 1929)
- 6 tháng 9: Walter Dornberger, kĩ sư Đức (mất 1980)
- 7 tháng 9: Brian G. Horrocks, tướng Anh (mất 1985)
- 8 tháng 9: Julius Lips, nhà dân tộc học Đức (mất 1950)
- 13 tháng 9: Morris Kirksey, vận động viên điền kinh Mỹ, huy chương Thế Vận Hội (mất 1981)
- 18 tháng 9: John Diefenbaker, chính trị gia Canada (thủ tướng) (mất 1979)
- 22 tháng 9: Paul Muni, diễn viên Mỹ (mất 1967)
- 28 tháng 9: Prentice Cooper, chính trị gia Mỹ, thống đốc Tennessee (mất 1969)
- 29 tháng 9: Joseph Banks Rhine, nhà tâm lý học Mỹ (mất 1980)
- 30 tháng 9: Lewis Milestone, đạo diễn phim Mỹ, tác giả kịch bản, nhà sản xuất phim (mất 1980)
- 1 tháng 10: Hans Schweikart, đạo diễn phim Đức, diễn viên (mất 1975)
- 2 tháng 10: Bud Abbott, diễn viên Mỹ, nhà sản xuất (mất 1974)
- 3 tháng 10: George Andrew Lundberg, nhà xã hội học Mỹ (mất 1966)
- 3 tháng 10: Giovanni Comisso, nhà văn Ý (mất 1969)
- 4 tháng 10: Buster Keaton, diễn viên Mỹ, đạo diễn phim (mất 1966)
- 4 tháng 10: Max Hahn, luật gia Đức (mất 1939)
- 11 tháng 10: Jakov Gotovac, nhà soạn nhạc Croatia, người điều khiển dàn nhạc (mất 1982)
- 13 tháng 10: Kurt Schumacher, chính trị gia Đức (mất 1952)
- 20 tháng 10: Morrie Ryskind, tác giả Mỹ (mất 1985)
- 22 tháng 10: John Beckman, cầu thủ bóng rổ Mỹ (mất 1968)
- 24 tháng 10: Josef Pelz von Felinau, nhà văn Áo, diễn viên (mất 1978)
- 25 tháng 10: Levi Eschkol, thủ tướng Israel (mất 1969)
- 4 tháng 11: Heinrich Scheppmann, chính trị gia Đức (mất 1968)
- 5 tháng 11: Walter Gieseking, nghệ sĩ dương cầm Đức, nhà soạn nhạc (mất 1956)
- 16 tháng 11: Paul Hindemith, nhà soạn nhạc Đức, nhạc sĩ (mất 1963)
- 17 tháng 11: Hermann Gretsch, kiến trúc sư Đức, nhà thiết kế (mất 1950)
- 21 tháng 11: Josef Mattauch, nhà vật lý học Đức (mất 1976)
- 25 tháng 11: Ludvík Svoboda, tướng Tiệp Khắc, tổng thống (mất 1979)
- 25 tháng 11: Wilhelm Kempff, nghệ sĩ dương cầm Đức, nhà soạn nhạc (mất 1991)
- 29 tháng 11: William S. Tubman, tổng thống Liberia (mất 1971)
- 30 tháng 11: Johann Nepomuk David, nhà soạn nhạc Áo (mất 1977)
- 1 tháng 12: Henry Williamson, nhà văn Anh (mất 1977)
- 2 tháng 12: Georges Dandelot, nhà soạn nhạc Pháp (mất 1975)
- 5 tháng 12: Georg Scheller, nhà kinh tế học Đức (mất 1955)
- 5 tháng 12: Eurith Rivers, thống đốc Georgia (mất 1967)
- 6 tháng 12: Henriëtte Bosmans, nhà soạn nhạc Hà Lan (mất 1952)
- 7 tháng 12: Karl Flink, cầu thủ bóng đá đội tuyển quốc gia Đức (mất 1958)
- 17 tháng 12: Gerald Patterson, vận động viên quần vợt Úc (mất 1967)
- 18 tháng 12: Walter Hieber, nhà hóa học Đức (mất 1976)
- 20 tháng 12: Susanne K. Langer, nữ triết gia Mỹ (mất 1985)
- 23 tháng 12: Adriaan Koonings, cầu thủ bóng đá Hà Lan (mất 1963)
- 24 tháng 12: Josef Uridil, cầu thủ bóng đá Áo (mất 1962)

## Mất
- 9 tháng 1: Aaron Lufkin Dennison, doanh nhân Mỹ (sinh 1812)
- 10 tháng 1: Benjamin Godard, nhà soạn nhạc Pháp (sinh 1849)
- 19 tháng 1: Moritz Carrière, nhà văn Đức, triết gia (sinh 1817)
- 26 tháng 1: Arthur Cayley, nhà toán học Anh (sinh 1821)
- 28 tháng 1: François-Certain Canrobert, tướng Pháp (sinh 1809)
- 30 tháng 1: Hermann Gruson, nhà phát minh Đức, nhà khoa học, doanh nhân (sinh 1821)
- 1 tháng 2 – Nguyễn Phúc Miên Ôn, tước phong Nam Sách Quận công, hoàng tử con vua Minh Mạng (s. 1833).
- 11 tháng 2: Montgomery Dent Corse, nhà quân sự Mỹ (sinh 1816)
- 25 tháng 2: Ignaz Lachner, nhà soạn nhạc Đức, người điều khiển dàn nhạc (sinh 1807)
- 6 tháng 3: Camilla Collett, nhà văn nữ Na Uy (sinh 1813)
- 9 tháng 3: Leopold von Sacher-Masoch, nhà văn Áo (sinh 1836)
- 13 tháng 3: Julius Schulhoff, nghệ sĩ dương cầm Séc, nhà soạn nhạc (sinh 1825)
- 20 tháng 3: Ludwig Schläfli, nhà toán học Thụy Sĩ (sinh 1814)
- 5 tháng 4: Ludwig Rotter, nghệ sĩ đàn ống Áo, nhà soạn nhạc (sinh 1810)
- 11 tháng 4: Heinrich Friedrich Wilhelm Perizonius, nhà thần học Đức (sinh 1802)
- 11 tháng 4: Lothar Meyer, bác sĩ Đức, nhà hóa học (sinh 1830)
- 26 tháng 4: Manuel da Silva Passos, luật sư Bồ Đào Nha, chính trị gia (sinh 1807)
- 30 tháng 4: Gustav Freytag, nhà văn Đức (sinh 1816)
- 17 tháng 5: Peter Burnett, thống đốc đầu tiên của California (sinh 1807)
- 21 tháng 5: Franz von Suppé, nhà soạn nhạc Áo, tác giả (sinh 1819)
- 22 tháng 5: Isaac Peral, kĩ sư Tây Ban Nha (sinh 1851)
- 23 tháng 5: Franz Ernst Neumann, nhà vật lý học Đức (sinh 1798)
- 29 tháng 6: Thomas Henry Huxley, nhà sinh vật học Anh (sinh 1825)
- 6 tháng 7: Stefan Stambolow, chính trị gia Bulgaria, thủ tướng (sinh 1854)
- 8 tháng 7: Johann Josef Loschmidt, nhà vật lý học Áo, nhà hóa học (sinh 1821)
- 15 tháng 7 – Nguyễn Phúc Hồng Kiện, tước phong An Phước Quận vương, hoàng tử con vua Thiệu Trị (s. 1837).
- 18 tháng 7: Karl Schenk, chính trị gia Thụy Sĩ (sinh 1823)
- 1 tháng 8: Heinrich von Sybel, nhà sử học Đức (sinh 1817)
- 5 tháng 8: Friedrich Engels nhà triết học Đức, người đồng sáng lập nên chủ nghĩa cộng sản, lãnh tụ của giai cấp vô sản thế giới (sinh 1820)
- 26 tháng 8: Friedrich Miescher, nhà y học Thụy Sĩ, giáo sư sinh lý học (sinh 1844)
- 1 tháng 9 – Nguyễn Phúc Miên Vãn, tước phong Cẩm Giang Quận công, hoàng tử con vua Minh Mạng (s. 1832).
- 8 tháng 9: Adam Opel, doanh nhân Đức, người thành lập công ty Opel (sinh 1837)
- 24 tháng 9: Heinrich Adolf von Bardeleben, nhà y học Đức (sinh 1819)
- 26 tháng 9: Georg Oechsner, chính trị gia (sinh 1822)
- 28 tháng 9: Louis Pasteur, nhà vi sinh học và hoá học người Đức (sinh 1822)
- 2 tháng 10: Eugen Langen, kĩ sư Đức, nhà phát minh (sinh 1833)
- 25 tháng 10: Karl Halle, nghệ sĩ dương cầm Đức, người điều khiển dàn nhạc (sinh 1819)
- 2 tháng 11: Carl Frederic Aagaard, họa sĩ Đan Mạch (sinh 1833)
- 8 tháng 11: Johannes Adolph Overbeck, nhà khảo cổ học Đức (sinh 1826)
- 23 tháng 12: John Russel Hind, nhà thiên văn học Anh (sinh 1823)